# ريان دونك
ريان دونك (بالهولندية: Ryan Donk)‏ (30 مارس 1986 بأمستردام في هولندا - ) هو لاعب كرة قدم هولندي في مركزي قلب الدفاع والدفاع. شارك مع منتخب هولندا تحت 21 سنة لكرة القدم. أما مع النوادي، فقد لعب مع آر كي سي فالفيك وإي زد ألكمار وريال بيتيس وغلطة سراي ونادي قاسم باشا ونادي كلوب بروج ووست بروميتش ألبيون.

## وصلات خارجية
- ريان دونك على موقع الاتحاد الأوربي (الإنجليزية)
- ريان دونك على موقع اتحاد تركيا (لاعب) (الإنجليزية)
- ريان دونك على موقع قاعدة بيانات كرة القدم.إي يو (الإنجليزية)
- ريان دونك على موقع بيانات كرة القدم. دي إي (الألمانية)
- ريان دونك على موقع ناشيونال فوتبول تيمز (الإنجليزية)
- ريان دونك على موقع Soccerbase.com (لاعب) (الإنجليزية)
- ريان دونك على موقع Soccerway.com (الإنجليزية)
- ريان دونك على موقع عالم كرة القدم.نت (الإنجليزية)
- ريان دونك على موقع AS.com (الإسبانية)